# Liga Aqueia
```
   |-
       |
Erro:
:  
valor não especificado para "
nome_comum
"
```

Liga Aqueia durante as lutas contra Cleômenes III

Liga Aqueia em

A Liga Aqueia (ou Liga de Acaia) foi uma confederação de doze cidades-Estado da Acaia, uma região costeira a norte do Peloponeso, na Antiga Grécia. A Liga original apenas interveio nas guerras do século V a.C., mas, em finais do século IV a.C., foi vencida pelos macedónios. Aproximadamente em 280 a.C., quase 50 anos depois da morte do rei macedónio Alexandre Magno e a posterior luta interna na Macedónia, a Liga Aqueia foi restabelecida. Além disso, a confederação foi reforçada com a adesão de Sicião, Corinto, Megalópolis e Argos (251−229 a.C.).
A Liga Aqueia era uma confederação, na qual cada Estado ou cidade membro era autónomo, mas todos os membros participavam no conselho que se reunia duas vezes por ano para formular a política externa comum e para promulgar a legislação relativa a questões económicas como a moeda. Entre os principais dirigentes da Liga Aqueia destacaram-se os generais Arato de Sicião e Filopemen de Megalópolis.
Aproximadamente em 235 a.C. Cleómenes III, rei de Esparta, iniciou uma guerra contra a Liga numa tentativa de obrigar os acaios a entrar numa confederação peloponésia. Depois de duas importantes derrotas, os acaios pediram ajuda à Macedónia e obtiveram-na. Cleómenes III foi finalmente derrotado na batalha de Selásia em 222 a.C.. Como preço pela ajuda do seu antigo inimigo, a Liga viu-se submetida de novo à Macedónia. 
Aproximadamente em 198 a.C. os acaios aliaram-se com os romanos contra os macedónios. Durante os quarenta anos seguintes os romanos dominaram completamente a Liga, junto com o resto da Grécia. Em 192 a.C., com a morte do tirano Nabis, Esparta foi anexada à Liga. Em 168 a.C. levaram mil acaios a Roma como reféns, entre eles o historiador grego Políbio. Em 146 a.C. a Acaia converter-se-ia numa província romana que abarcava toda a Grécia, o sul da Tessália e a Macedónia.